# Haliastur indus
El milano brahmán (Haliastur indus) es una especie de ave falconiforme de la familia Accipitridae autóctona de Pakistán, la India y Bangladés, si bien sus poblaciones se extienden hacia el sur a través de Indonesia hasta Filipinas, el sudeste de Australia y las islas Salomón.

## Subespecies
Se reconocen cuatro subespecies de Haliastur indus:
| Subespecie                   | Región                           |
| ---------------------------- | -------------------------------- |
| Haliastur indus indus        | India, Indochina                 |
| Haliastur indus intermedius  | Malaca, Célebes, Filipinas       |
| Haliastur indus girremera    | Molucas, Nueva Guinea, Australia |
| Haliastur indus flavirostris | Islas Salomón                    |